# SFV
SFV (англ. Simple File Verification) — файлы для контроля целостности файлов, используют контрольную сумму для её проверки. Обычно в качестве алгоритма используется CRC32. Внутри файла можно найти имя файла и его контрольную сумму через разделитель. Для создания таких файлов существует множество программ.

## Пример
```
file_one.zip   c45ad668
file_two.zip   7903b8e6
file_three.zip e99a65fb
```